# René Kummerlöw
René Kummerlöw (ur. 21 października 1967) – niemiecki skoczek narciarski, reprezentujący barwy NRD i Niemiec. Najlepsze wyniki w Pucharze Świata osiągnął w sezonie 1989/1990, kiedy zajął 48. miejsce w klasyfikacji generalnej.

## Mistrzostwa świata w lotach narciarskich
- Indywidualnie
  - 1988  Oberstdorf – 30. miejsce

## Puchar Świata

### Miejsca w klasyfikacji generalnej
| Sezon     | Miejsce |
| --------- | ------- |
| 1989/1990 | 48.     |

### Miejsca w poszczególnych konkursach indywidualnychPucharu Świata
| Źródło | Źródło      | Źródło      | Źródło      | Źródło     | Źródło                 | Źródło                 | Źródło                 | Źródło        | Źródło        | Źródło    | Źródło          | Źródło          | Źródło       | Źródło   | Źródło       | Źródło       | Źródło       | Źródło  | Źródło          | Źródło       | Źródło              | Źródło  | Źródło  | Źródło  | Źródło | Źródło | Źródło | Źródło | Źródło | Źródło | Źródło | Źródło | Źródło | Źródło | Źródło | Źródło | Źródło | Źródło | Źródło | Źródło | Źródło | Źródło | Źródło | Źródło | Źródło | Źródło | Źródło | Źródło | Źródło |
| --- | ----------- | ----------- | ----------- | ---------- | ---------------------- | ---------------------- | ---------------------- | ------------- | ------------- | --------- | --------------- | --------------- | ------------ | -------- | ------------ | ------------ | ------------ | ------- | --------------- | ------------ | ------------------- | ------- | ------- | ------- | ------ | ------ | ------ | ------ | ------ | ------ | ------ | ------ | ------ | ------ | ------ | ------ | ------ | ------ | ------ | ------ | ------ | ------ | ------ | ------ | ------ | ------ | ------ | ------ | ------ |
| Sezon 1985/1986 |             |             |             |            |                        |                        |                        |               |               |           |                 |                 |              |          |              |              |              |         |                 |              |                     |         |         |         |        |        |        |        |        |        |        |        |        |        |        |        |        |        |        |        |        |        |        |        |        |        |        |        |        |
| Thunder Bay | Thunder Bay | Lake Placid | Lake Placid | Chamonix   | Oberstdorf             | Garmisch-Partenkirchen | Innsbruck              | Bischofshofen | Harrachov     | Liberec   | Klingenthal     | Oberwiesenthal  | Sapporo      | Sapporo  | Vikersund    | Vikersund    | Sankt Moritz | Gstaad  | Engelberg       | Lahti        | Lahti               | Oslo    | Planica | Planica | punkty |        |        |        |        |        |        |        |        |        |        |        |        |        |        |        |        |        |        |        |        |        |        |        |        |
| - | -           | -           | -           | -          | -                      | -                      | -                      | -             | -             | -         | 66              | -               | -            | -        | -            | -            | -            | -       | -               | -            | -                   | -       | -       | -       | 0      |        |        |        |        |        |        |        |        |        |        |        |        |        |        |        |        |        |        |        |        |        |        |        |        |
| Sezon 1988/1989 |             |             |             |            |                        |                        |                        |               |               |           |                 |                 |              |          |              |              |              |         |                 |              |                     |         |         |         |        |        |        |        |        |        |        |        |        |        |        |        |        |        |        |        |        |        |        |        |        |        |        |        |        |
| Thunder Bay | Thunder Bay | Lake Placid | Lake Placid | Sapporo    | Sapporo                | Oberstdorf             | Garmisch-Partenkirchen | Innsbruck     | Bischofshofen | Liberec   | Harrachov       | Oberhof         | Oberhof      | Chamonix | Oslo         | Örnsköldsvik | Harrachov    | Planica | Planica         | punkty       | punkty              | punkty  | punkty  | punkty  | punkty | punkty | punkty | punkty | punkty | punkty | punkty | punkty | punkty | punkty | punkty | punkty | punkty | punkty |        |        |        |        |        |        |        |        |        |        |        |
| - | -           | -           | -           | -          | -                      | -                      | -                      | -             | -             | 41        | 55              | 53              | 57           | -        | -            | -            | 22           | -       | -               | 0            | 0                   | 0       | 0       | 0       | 0      | 0      | 0      | 0      | 0      | 0      | 0      | 0      | 0      | 0      | 0      | 0      | 0      | 0      |        |        |        |        |        |        |        |        |        |        |        |
| Sezon 1989/1990 |             |             |             |            |                        |                        |                        |               |               |           |                 |                 |              |          |              |              |              |         |                 |              |                     |         |         |         |        |        |        |        |        |        |        |        |        |        |        |        |        |        |        |        |        |        |        |        |        |        |        |        |        |
| Thunder Bay | Thunder Bay | Lake Placid | Lake Placid | Sapporo    | Sapporo                | Oberstdorf             | Garmisch-Partenkirchen | Innsbruck     | Bischofshofen | Harrachov | Liberec         | Zakopane        | Sankt Moritz | Gstaad   | Engelberg    | Predazzo     | Predazzo     | Lahti   | Lahti           | Örnsköldsvik | Sollefteå           | Raufoss | Planica | Planica | punkty |        |        |        |        |        |        |        |        |        |        |        |        |        |        |        |        |        |        |        |        |        |        |        |        |
| 39 | 28          | 27          | 37          | -          | -                      | 15                     | 21                     | 25            | 11            | 17        | 52              | -               | 26           | 22       | 31           | 62           | 43           | -       | -               | -            | -                   | -       | 61      | 68      | 6      |        |        |        |        |        |        |        |        |        |        |        |        |        |        |        |        |        |        |        |        |        |        |        |        |
| Sezon 1990/1991 |             |             |             |            |                        |                        |                        |               |               |           |                 |                 |              |          |              |              |              |         |                 |              |                     |         |         |         |        |        |        |        |        |        |        |        |        |        |        |        |        |        |        |        |        |        |        |        |        |        |        |        |        |
| Lake Placid | Lake Placid | Thunder Bay | Thunder Bay | Sapporo    | Sapporo                | Oberstdorf             | Garmisch-Partenkirchen | Innsbruck     | Bischofshofen | Oberhof   | Bad Mitterndorf | Bad Mitterndorf | Lahti        | Lahti    | Bollnäs      | Falun        | Trondheim    | Oslo    | Planica         | Planica      | Szczyrbskie Jezioro | punkty  | punkty  | punkty  | punkty | punkty | punkty | punkty | punkty | punkty | punkty | punkty | punkty | punkty | punkty | punkty | punkty | punkty | punkty | punkty |        |        |        |        |        |        |        |        |        |
| - | -           | -           | -           | -          | -                      | 38                     | 47                     | -             | -             | 20        | -               | -               | -            | -        | -            | -            | -            | -       | -               | -            | -                   | 0       | 0       | 0       | 0      | 0      | 0      | 0      | 0      | 0      | 0      | 0      | 0      | 0      | 0      | 0      | 0      | 0      | 0      | 0      |        |        |        |        |        |        |        |        |        |
| Sezon 1991/1992 |             |             |             |            |                        |                        |                        |               |               |           |                 |                 |              |          |              |              |              |         |                 |              |                     |         |         |         |        |        |        |        |        |        |        |        |        |        |        |        |        |        |        |        |        |        |        |        |        |        |        |        |        |
| Thunder Bay | Thunder Bay | Sapporo     | Sapporo     | Oberstdorf | Garmisch-Partenkirchen | Innsbruck              | Bischofshofen          | Predazzo      | Sankt Moritz  | Engelberg | Oberstdorf      | Oberstdorf      | Lahti        | Lahti    | Örnsköldsvik | Trondheim    | Trondheim    | Oslo    | MŚL – Harrachov | Planica      | punkty              | punkty  | punkty  | punkty  | punkty | punkty | punkty | punkty | punkty | punkty | punkty | punkty | punkty | punkty | punkty | punkty | punkty | punkty | punkty |        |        |        |        |        |        |        |        |        |        |
| - | -           | 30          | 45          | -          | -                      | -                      | -                      | -             | -             | -         | -               | -               | -            | -        | -            | -            | -            | -       | -               | -            | 0                   | 0       | 0       | 0       | 0      | 0      | 0      | 0      | 0      | 0      | 0      | 0      | 0      | 0      | 0      | 0      | 0      | 0      | 0      |        |        |        |        |        |        |        |        |        |        |
| Legenda |             |             |             |            |                        |                        |                        |               |               |           |                 |                 |              |          |              |              |              |         |                 |              |                     |         |         |         |        |        |        |        |        |        |        |        |        |        |        |        |        |        |        |        |        |        |        |        |        |        |        |        |        |
| 1 2 3 4-10 11-30 poniżej 30 dq – dyskwalifikacja q – dyskwalifikacja w kwalifikacjach q – zawodnik nie zakwalifikował się - – zawodnik nie wystartował |             |             |             |            |                        |                        |                        |               |               |           |                 |                 |              |          |              |              |              |         |                 |              |                     |         |         |         |        |        |        |        |        |        |        |        |        |        |        |        |        |        |        |        |        |        |        |        |        |        |        |        |        |

### Turniej Czterech Skoczni

#### Miejsca w klasyfikacji generalnej
| Sezon     | Miejsce | Źr.   |
| --------- | ------- | ----- |
| 1989/1990 | 15.     | [ 2 ] |
| 1990/1991 | 65.     | [ 3 ] |

## Puchar Kontynentalny

### Miejsca w klasyfikacji generalnej
| Sezon     | Miejsce |
| --------- | ------- |
| 1991/1992 | 106.    |

### Miejsca w poszczególnych konkursachPucharu Kontynentalnego
| Źródło                                                                        | Źródło  | Źródło     | Źródło      | Źródło  | Źródło     | Źródło     | Źródło  | Źródło    | Źródło    | Źródło    | Źródło    | Źródło  | Źródło    | Źródło           | Źródło   | Źródło     | Źródło | Źródło | Źródło   | Źródło   | Źródło | Źródło | Źródło | Źródło | Źródło | Źródło | Źródło | Źródło | Źródło | Źródło | Źródło | Źródło | Źródło | Źródło | Źródło | Źródło | Źródło | Źródło | Źródło | Źródło | Źródło | Źródło | Źródło | Źródło | Źródło | Źródło | Źródło | Źródło | Źródło | Źródło | Źródło | Źródło | Źródło | Źródło | Źródło | Źródło | Źródło | Źródło | Źródło |
| ----------------------------------------------------------------------------- | ------- | ---------- | ----------- | ------- | ---------- | ---------- | ------- | --------- | --------- | --------- | --------- | ------- | --------- | ---------------- | -------- | ---------- | ------ | ------ | -------- | -------- | ------ | ------ | ------ | ------ | ------ | ------ | ------ | ------ | ------ | ------ | ------ | ------ | ------ | ------ | ------ | ------ | ------ | ------ | ------ | ------ | ------ | ------ | ------ | ------ | ------ | ------ | ------ | ------ | ------ | ------ | ------ | ------ | ------ | ------ | ------ | ------ | ------ | ------ | ------ |
| Sezon 1991/1992                                                               |         |            |             |         |            |            |         |           |           |           |           |         |           |                  |          |            |        |        |          |          |        |        |        |        |        |        |        |        |        |        |        |        |        |        |        |        |        |        |        |        |        |        |        |        |        |        |        |        |        |        |        |        |        |        |        |        |        |        |        |
| Oberwiesenthal                                                                | Oberhof | Courchevel | Sankt Aegyd | Planica | Saalfelden | Ruhpolding | Liberec | Harrachov | Willingen | Willingen | La Molina | Szczyrk | Schönwald | Titisee-Neustadt | Chamonix | Le Brassus | Sprova | Meldal | Feldberg | Feldberg | punkty |        |        |        |        |        |        |        |        |        |        |        |        |        |        |        |        |        |        |        |        |        |        |        |        |        |        |        |        |        |        |        |        |        |        |        |        |        |        |
| -                                                                             | -       | -          | -           | 13      | 19         | 15         | 52      | 49        | -         | -         | -         | -       | 20        | 56               | -        | -          | -      | -      | -        | -        | 4      |        |        |        |        |        |        |        |        |        |        |        |        |        |        |        |        |        |        |        |        |        |        |        |        |        |        |        |        |        |        |        |        |        |        |        |        |        |        |
| Legenda                                                                       |         |            |             |         |            |            |         |           |           |           |           |         |           |                  |          |            |        |        |          |          |        |        |        |        |        |        |        |        |        |        |        |        |        |        |        |        |        |        |        |        |        |        |        |        |        |        |        |        |        |        |        |        |        |        |        |        |        |        |        |
| 1 2 3 4-10 11-30 poniżej 30 dq – dyskwalifikacja - – zawodnik nie wystartował |         |            |             |         |            |            |         |           |           |           |           |         |           |                  |          |            |        |        |          |          |        |        |        |        |        |        |        |        |        |        |        |        |        |        |        |        |        |        |        |        |        |        |        |        |        |        |        |        |        |        |        |        |        |        |        |        |        |        |        |